# Lac Dubawnt
D'une superficie de 3 833 km2, le lac Dubawnt  est situé à 236 m d'altitude, dans la partie sud du Nunavut continental, à 350 km au sud du cercle arctique. Le lac est caractérisé par un littoral découpé et de nombreuses îles. Ses eaux se déversent en direction nord par la rivière Dubawnt dans le lac Aberdeen avant de rejoindre la Baie d’Hudson par la rivière Thelon. 
Ses eaux foisonnent de touladis (truites grises du Canada), de grands corégones, de ménominis ronds et d'ombles de l'Arctique. 
La végétation environnante se limite à la toundra du bas Arctique, composée de bruyères et de lichens, même si on trouve quelques bosquets d'épinettes à l'extrémité sud du lac. Le lac se situe sur la route migratoire du troupeau de caribous de Kaminuriak qui compte environ 100 000 bêtes. On trouve des bœufs musqués dans cette région, notamment à l'ouest, à l'intérieur de la réserve faunique de Thelon. Les principaux prédateurs sont les loups, les renards et les grizzlis. 
Le lac fut découvert en 1770 Par Samuel Hearne mais fut décrit seulement en 1863 lors de l’exploration de J.B.Tyrrell. 